# Twipsy
Twipsy – niemiecki serial animowany stworzony przy współpracy stacji Kika w 1999. Powstało 26 odcinków trwających po 25 minut. W Polsce serial emitowała stacja Minimax w 2001.

## Opis fabuły
Tytułowym bohaterem jest Twipsy, przesyłacz e-maili zamieszkujący cyberprzestrzeń. Pewnego dnia do cyberprzestrzeni przypadkowo trafia trzynastoletni Nick, gdzie poznaje Twipsy'ego i jego środowisko. Dowiaduje się tam, że e-maile są przesyłane przez specjalnych posłańców, którzy mkną z prędkością światła i są narażeni na ataki porywaczy e-maili, oraz Pożeracza e-maili. Twipsy zaprzyjaźnia się z Nickiem, a także jego ośmioletnią siostrą Lissie i przyjacielem Albertem i teleportuje się do ich świata za pomocą skanera.

## Wersja polska
Wersja polska: MASTER FILM na zlecenie MiniMaxa
Reżyseria: Ewa Kania
Dialogi: Dorota Filipek-Załęska
Dźwięk: Anna Barczewska
Montaż: Agnieszka Kołodziejczyk
Kierownictwo produkcji: Romuald Cieślak
Tekst piosenki: Andrzej Brzeski
Opracowanie muzyczne: Eugeniusz Majchrzak
Wystąpili:
- Mirosław Wieprzewski – Twipsy
- Łukasz Lewandowski – Nick
- Cezary Kwieciński – Albert
- Agnieszka Kunikowska – Lissie
- January Brunov
- Paweł Szczesny
- Jacek Kopczyński – Zeeto
- Jarosław Domin
- Józef Mika
- Andrzej Chudy – 
  - Megakontroler,
  - Pożeracz danych
- Agnieszka Matysiak
- Piotr Zelt – Piksel
- Janusz Wituch – spiker wiadomości Cybernet
- Maria Winiarska – mama Nicka
- Andrzej Ferenc – tata Nicka
- Michał Konarski
- Katarzyna Kozak
- Dariusz Odija - Blitzo
- Wojciech Paszkowski
- Krystyna Królówna – Jill (odc. 40, 46)
- Edward Dargiewicz – Jack (odc. 40, 46)
- Tomasz Grochoczyński
- Ewa Kania – pani Dębolistna (odc. 42)
- Mirosław Guzowski – dyrektor szkoły (odc. 42)
- Adam Bauman – komputer Lissie (odc. 42)
- Cezary Nowak – narrator programu dokumentalnego (odc. 42)
- Brygida Turowska
- Katarzyna Skolimowska – mama Alberta
- Grzegorz Drojewski – brat Alberta (odc. 46)
- Agata Gawrońska
- Jarosław Boberek
- Katarzyna Tatarak

i inni
Śpiewali: Adam Krylik, Piotr Gogol
Lektor: Maciej Gudowski